# San Nicola Baronia

San Nicola Baronia es uno de los 119 municipios o comunas ("comune" en italiano) de la provincia de Avellino, en la región de Campania. Con cerca de 993 habitantes, según el censo de 2005, se extiende por una área de 6,87 km², teniendo una densidad de población de 143 hab/km². Linda con los municipios de Carife, Castel Baronia, Flumeri, San Sossio Baronia, y Trevico.

## Demografía
| Gráfica de evolución demográfica de San Nicola Baronia entre 1861 y 2001 |
|                                                                          |
| Fuente ISTAT - elaboración gráfica de Wikipedia                          |